# Lila Tretikov
Lila Tretikov (/ˈlaɪlə ˈtrɛtɪkɒf/) (tên khai sinh là Olga (Lyalya) Tretyakova, tiếng Nga: Ольга (Ляля) Третьяко́ва, sinh ngày 25 tháng 1 năm 1978, ở Moskva) là một kỹ sư người Mỹ gốc Nga, Phó chủ tịch công ty tại Microsoft.

## Thân thế và giáo dục
Tretikov vốn là dân gốc Nga. Cha là nhà toán học và mẹ là nhà làm phim. Sau khi cả nhà dọn sang sinh sống tại Thành phố New York vào năm cô mới 15 tuổi, Tretikov thường học tiếng Anh trong lúc đang làm bồi bàn và nhập học trường Đại học California, Berkeley, nhưng đã bỏ đi trước khi kịp hoàn tất chương trình học. Chuyên ngành của Tretikov là khoa học máy tính và nghệ thuật, đồng thời cô còn hay nghiên cứu về máy học.

## Sự nghiệp
Năm 1999, Tretikov bắt đầu làm kỹ sư phần mềm ở California, và đồng tác giả một số bằng sáng chế phần mềm và là chuyên gia về phần mềm doanh nghiệp.
Tretikov khởi đầu sự nghiệp của mình tại hãng Sun Microsystems với vai trò là kỹ sư của liên doanh Sun-Netscape Alliance. Sau này, khi đã tích lũy đủ kinh nghiệm rồi, cô đứng ra thành lập GrokDigital, một công ty tiếp thị công nghệ rồi về sau được bổ nhiệm làm trưởng phòng thông tin kiêm phó chủ tịch kỹ thuật tại hãng SugarCRM Inc. Năm 2012, cô là người đoạt giải thưởng đồng mang tên Stevie ở hạng mục "Nữ giám đốc điều hành của năm‍‍—‌Dịch vụ kinh doanh‍‍—‌‌11 đến 2.500 nhân viên‍‍—‌Phần cứng & Phần mềm Máy tính". Tretikov còn đứng tên chung một số bằng sáng chế trong các ứng dụng lập bản đồ dữ liệu thông minh và ngôn ngữ động.
Tretikov được bổ nhiệm nhằm thế chỗ Sue Gardner làm giám đốc điều hành của quỹ Wikimedia Foundation vào tháng 5 năm 2014 và đảm nhận chức vụ này vào ngày 1 tháng 6 năm 2014. Cô chỉ sửa đổi Wikipedia đúng một lần trước khi được bổ nhiệm. Tretikov đành từ chức khỏi Wikimedia Foundation do kết quả của dự án đầy tranh cãi Knowledge Engine của WMF và những bất đồng với nhân viên dưới quyền, ngày tại nhiệm cuối cùng của cô là ngày 31 tháng 3 năm 2016. Katherine Maher chính thức kế nhiệm Tretikov vào tháng 3 năm 2016.
Ngày 16 tháng 3 năm 2016, có tin cho biết Tretikov được Diễn đàn Kinh tế Thế giới mời tham gia cộng đồng Nhà Lãnh đạo Trẻ Toàn cầu. Tretikov cũng góp mặt trong ban quản trị của hai hãng OpenEd và Rackspace.